# Tweede Kamerverkiezingen in het kiesdistrict Eindhoven (1848-1850)
Tweede Kamerverkiezingen in het kiesdistrict Eindhoven (1848-1850) geeft een overzicht van verkiezingen voor de Nederlandse Tweede Kamer in het kiesdistrict Eindhoven in de periode 1848-1850.
Het kiesdistrict Eindhoven werd ingesteld na de grondwetsherziening van 1848. Tot het kiesdistrict behoorden de volgende gemeenten: Aalst, Bergeyk, Best, Bladel, Borkel en Schaft, Dommelen, Duizel, Eersel, Eindhoven, Geldrop, Gestel en Blaarthem, Hooge en Lage Mierde, Hoogeloon, Hapert en Casteren, Luyksgestel, Oerle, Oirschot, Oost-, West- en Middelbeers, Reusel, Riethoven, Sint-Oedenrode, Son en Breugel, Stratum, Strijp, Tongelre,Valkenswaard, Veldhoven, Vessem, Wintelre en Knegsel, Waalre, Westerhoven, Woensel en Eckart, Zeelst en Zesgehuchten.
Het kiesdistrict Eindhoven vaardigde in dit tijdvak per zittingsperiode één lid af naar de Tweede Kamer.
Legenda
- vet: gekozen als lid van de Tweede Kamer.

## 30 november 1848
De verkiezingen werden gehouden na ontbinding van de Tweede Kamer, na inwerkingtreding van de herziene grondwet.
|                               | 30 november |
| ----------------------------- | ----------- |
| Kiesgerechtigden              | 708         |
| Opkomst                       | 581         |
| Geldige stemmen               | 576         |
| Blanco stemmen                | 4           |
| Kandidaten                    |             |
| J.F. van der Heyde            | 414         |
| J.O. de Jong van Beek en Donk | 144         |

## Voortzetting
In 1850 werd het kiesdistrict Eindhoven omgezet in een meervoudig kiesdistrict waaraan het opgeheven kiesdistrict Helmond toegevoegd werd, alsmede de gemeenten Nistelrode (kiesdistrict Den Bosch) en Uden (kiesdistrict Grave). De gemeenten Bladel, Hooge en Lage Mierde, Hoogeloon Hapert en Casteren, Oirschot, Oost-, West- en Middelbeers en Reusel werden ingedeeld bij het in een meervoudig kiesdistrict omgezette kiesdistrict Tilburg.